# 伊木輔
伊木輔（いき たすく、1980年1月6日 - ）は、日本の演出家、脚本家、ボイストレーナー。別世界カンパニー代表。東京都出身。桐朋学園大学短期大学部専攻科演劇専攻を卒業。

## 人物・経歴
高校時代から4年間プロダクション（同期に小栗旬など）に所属しドラマやCMで活躍。その後、桐朋学園大学短期大学部専攻科演劇専攻を卒業、在学中より演出家・蜷川幸雄に師事。卒業後、ニナガワ・カンパニー・ダッシュに所属し渋谷Bunkamuraシアターコクーンやベニサン・ピット等で活動。その後、ニューヨークに演劇遊学、ブロードウェイHBスタジオ等（出身に、ロバート・デ・ニーロ、ウーピー・ゴールドバーグなど）を転々としながら修業。
帰国後、現在は別世界カンパニーにて演出・劇作を担当しながら、外部への客演・書き下ろし・演出・アメリカでの活動を生かしアクティング&ボイストレーナーを務める。
2008年『新撰組伝』（墨田区後援・Lotte＆東映太秦撮影所協力）では『スーパーモーニング』で特集を取り上げられ話題になった。2009年7月に『赤い鳥の居る風景』、10月には『夏の夜の夢』を演出、各評論家や観客より絶賛を浴びる。いずみたくの劇場アトリエフォンテーヌでは閉館公演を担当主演・演出を見事両立、演劇界の一つの歴史に華を手向けた。2009年11月『演技』&『演出』を深め本番同様のセットを建て込み稽古をするスタジオ「ほったら貸しスタジオ」の芸術監督となる。
昨今は、ニューヨーク留学時より薦められていたシアトルにあるTHE・パシフィックインシティテュートという、世界最高峰のコーチング教育機関で日本人舞台演出家として初となる「米国ディプロマ国際修了証」を取得。コーチング術を活かし、多方面に渡り、日本では学べない演技・発声方法を伝授し、素人タレント&アイドルを短期間で名優に育てた。以降も現在までにハイペースで仕事を請け負っている。
2013年7月には、さとう珠緒主演、波田陽区初舞台公演の作&演出、12月に『新撰組結成150周年記念･新撰組伝･新章』で、主演を務めるはずだった桜塚やっくんの意志を受け継ぎ、代役に岸田健作を起用。
以後、いしだ壱成、堀川りょう、松本梨香等、様々な俳優・タレント・声優等と古典や現代劇・ミュージカル等を独自にコラボレーションし、若手実力派として期待されている。
2017年8月に(株)ニナガワカンパニーより特別な許可を受け、蜷川幸雄の出したダメ出しを整理し別世界カンパニー公式ホームページに随時アップしており、劇作や演出にもそれを応用している。

## 出演作品

### 舞台
- 裁判員劇公演「東京地裁刑事第201号法廷」(2007年5月、角筈区民ホール(新宿区)) 主催：東京弁護士会
- シンクロナイズ・プロデュース第19回公演「『おしっこ』僕のヒーロー探し」(2007年8月、ベニサン・ピット)

### ドラマ
- 全領域異常解決室 第4話（2024年10月30日、フジテレビ） - 寺井厚徳 役